# Michener-Copernicus Fellowship
Michener-Copernicus Fellowship är ett literaturpris, som bland andra har delats ut till:
- Anthony Swofford[1]
- Peter Craig[2]
- Emily Barton[3]
- Brett Ellen Brock[4]
- Justin Kramon[5]
- Malena Watrous[5]
- Andrew J. Porter[6]
- Nam Le[7]
- Kevin Gonzalez
- Drew Keenan